# ماریاژ فری
ماریاژ فری (انگلیسی: Mariage Frères) شرکت صنایع غذایی فرانسوی است، که در سال ۱۸۵۴ تأسیس شد.